# Chuschi (distrito)
Chuschi é um distrito do Peru, departamento de Ayacucho, localizada na província de Cangallo.

## Transporte
O distrito de Chuschi é servido pela seguinte rodovia:
- AY-106, que liga a cidade de Paras ao distrito de Vinchos
- AY-107, que liga a cidade de Maria Parado de Bellido ao distrito [1][2][3]